# Ilythea caniceps
Ilythea caniceps är en tvåvingeart som beskrevs av Cresson 1918. Ilythea caniceps ingår i släktet Ilythea och familjen vattenflugor. Inga underarter finns listade i Catalogue of Life.